# Балка Липова (Донецька область)

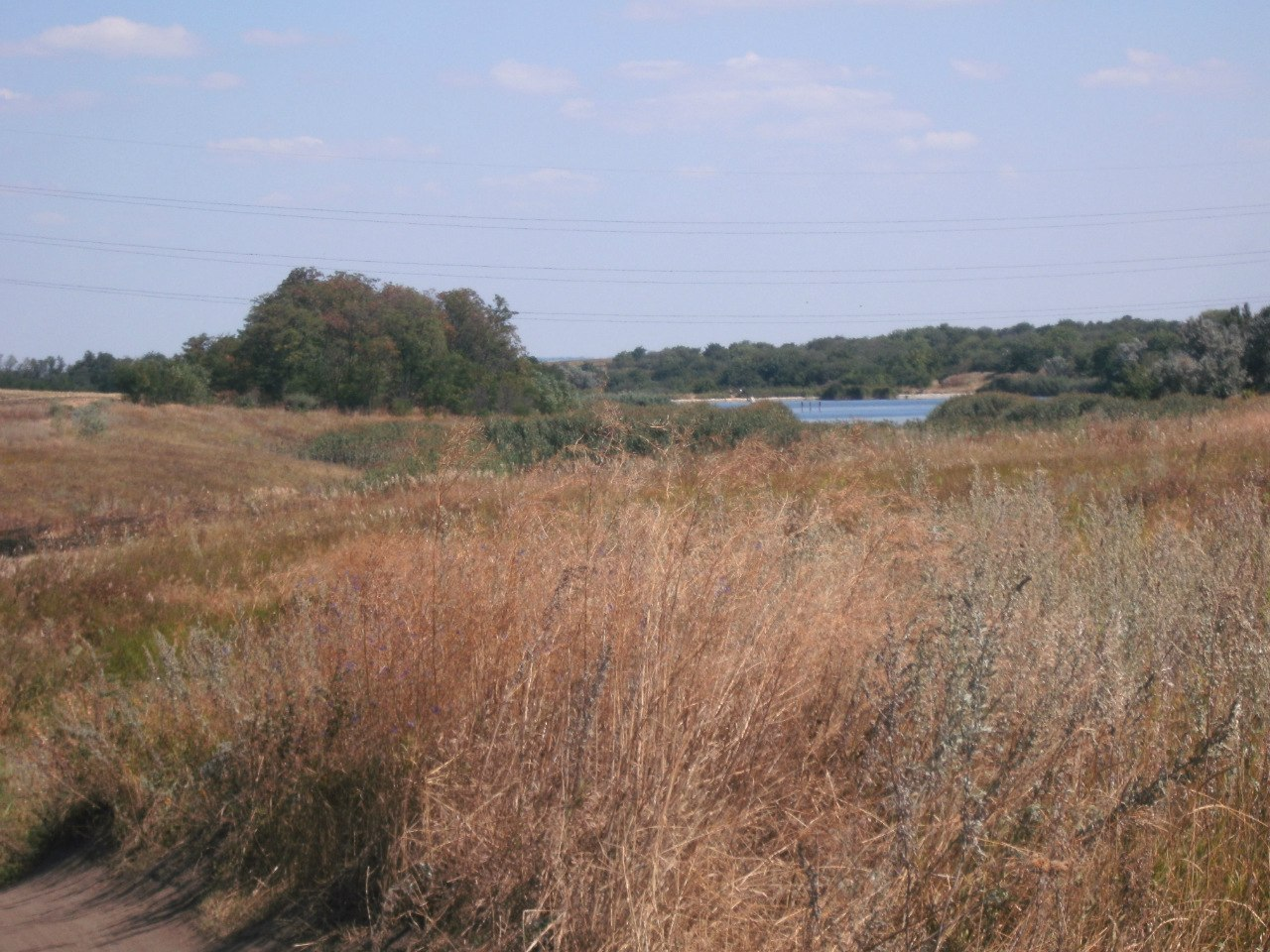
Липова балка, вид на Сухецький ставок

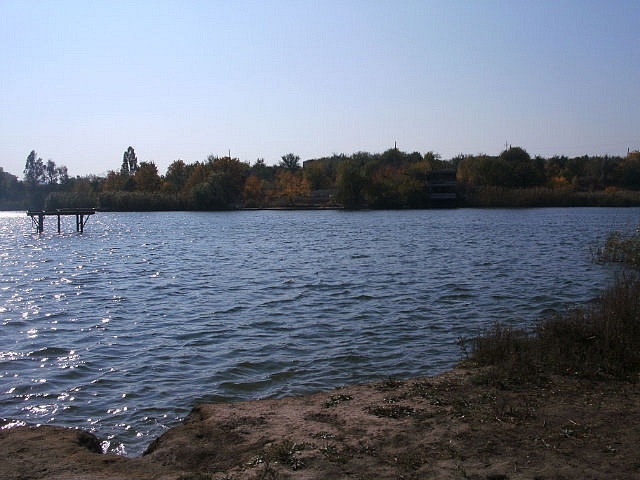
Липова балка, Сухецький ставок

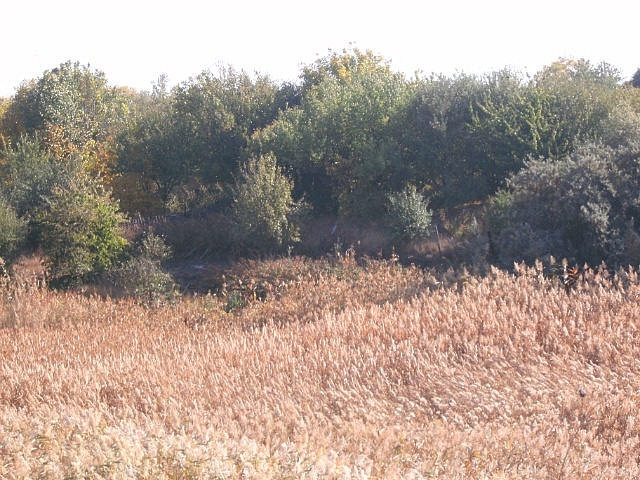
Липова балка нижче греблі Сухецького ставку

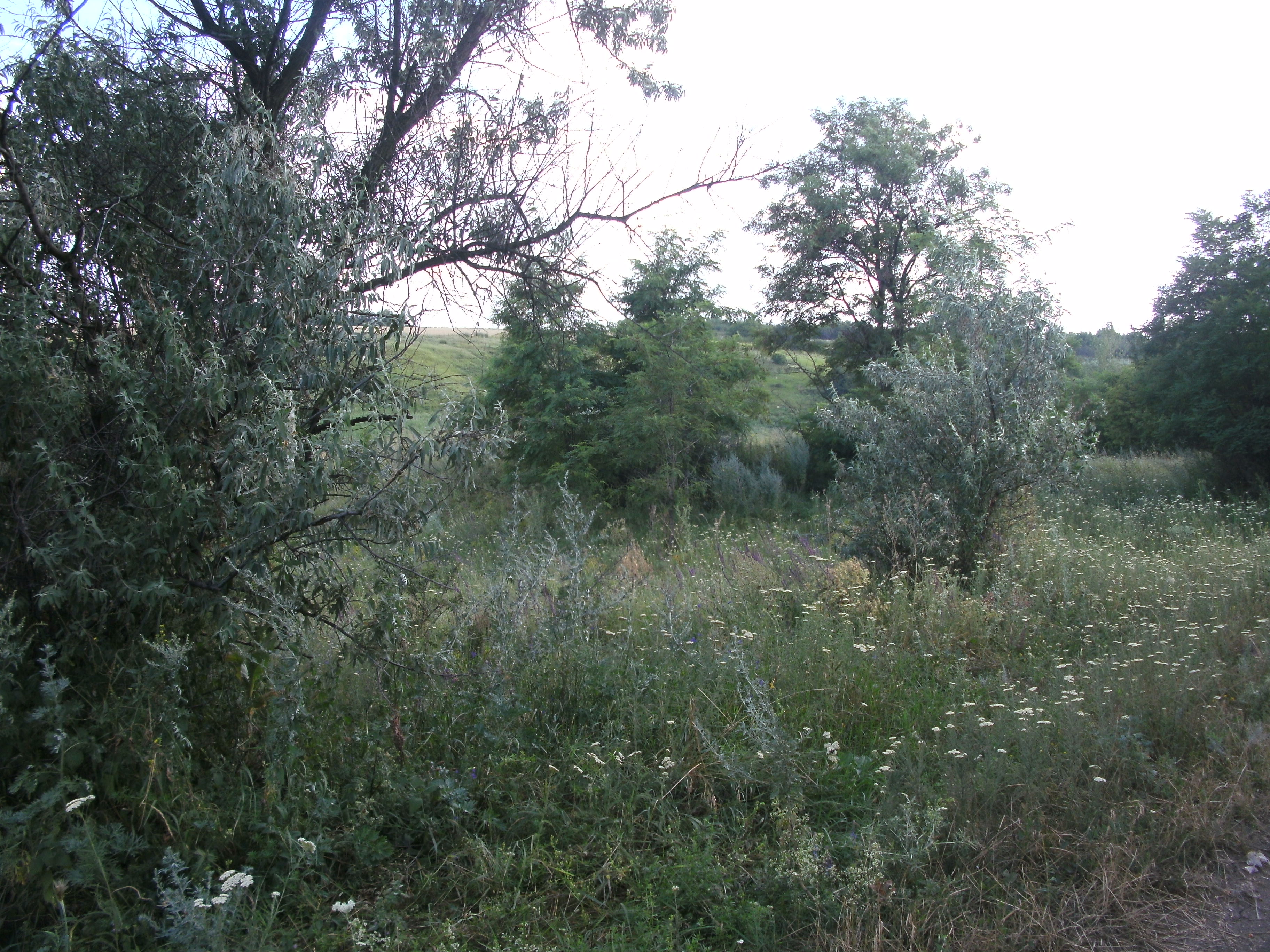
Липова балка між Сухецьким і Суворовським ставками

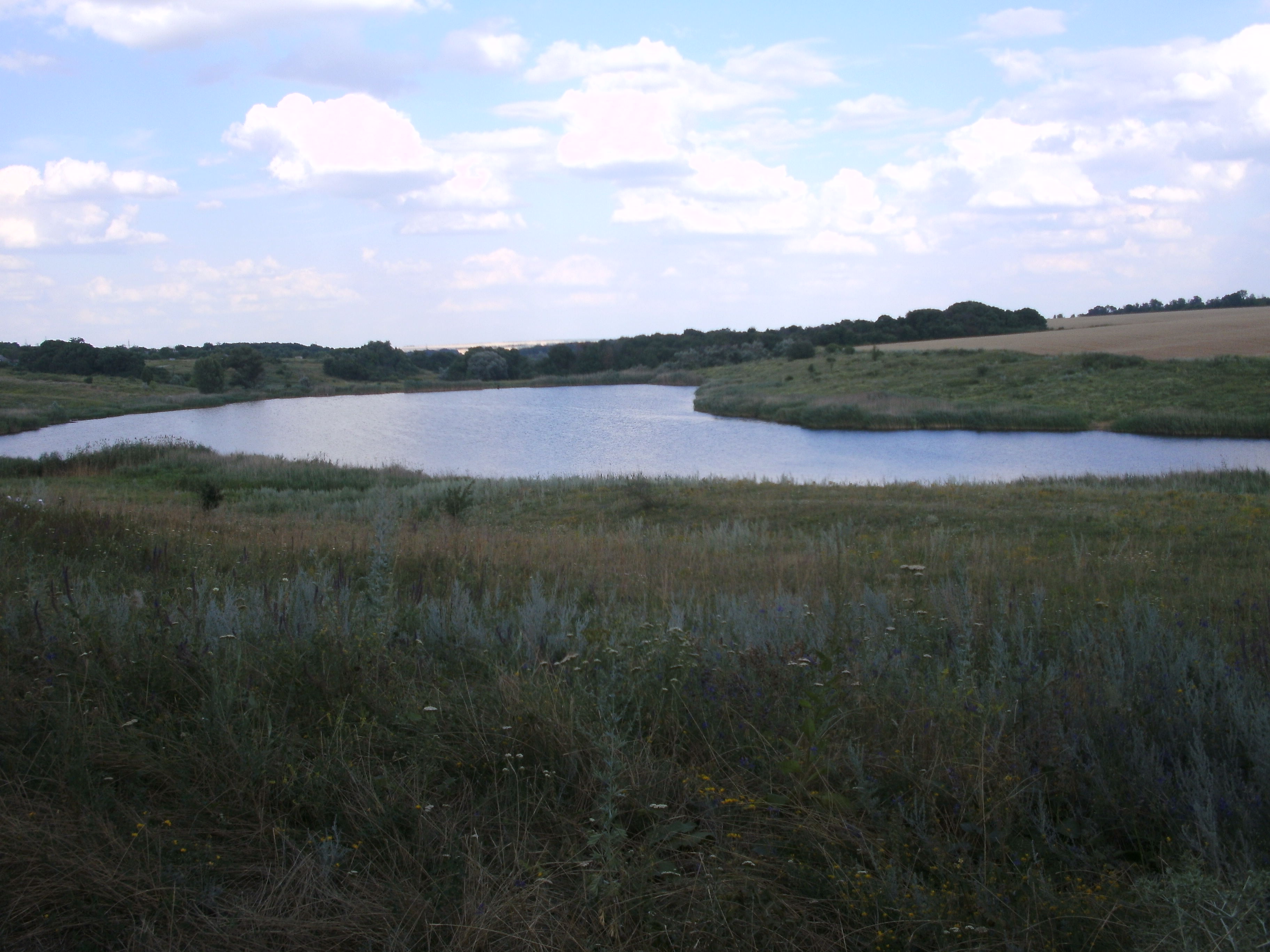
Липова балка, Суворовський ставок

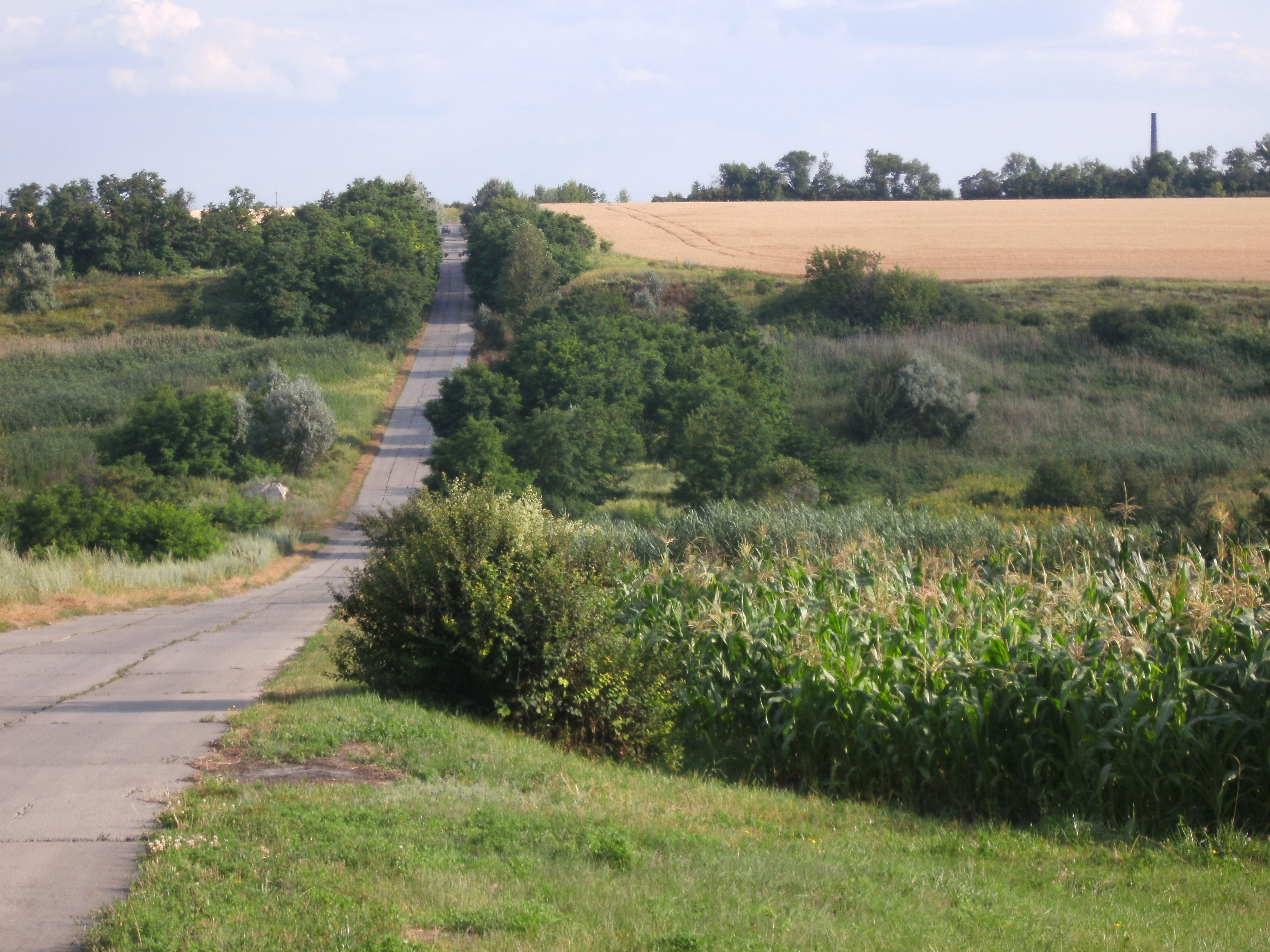
Липова балка між Суворовим і Федорівкою

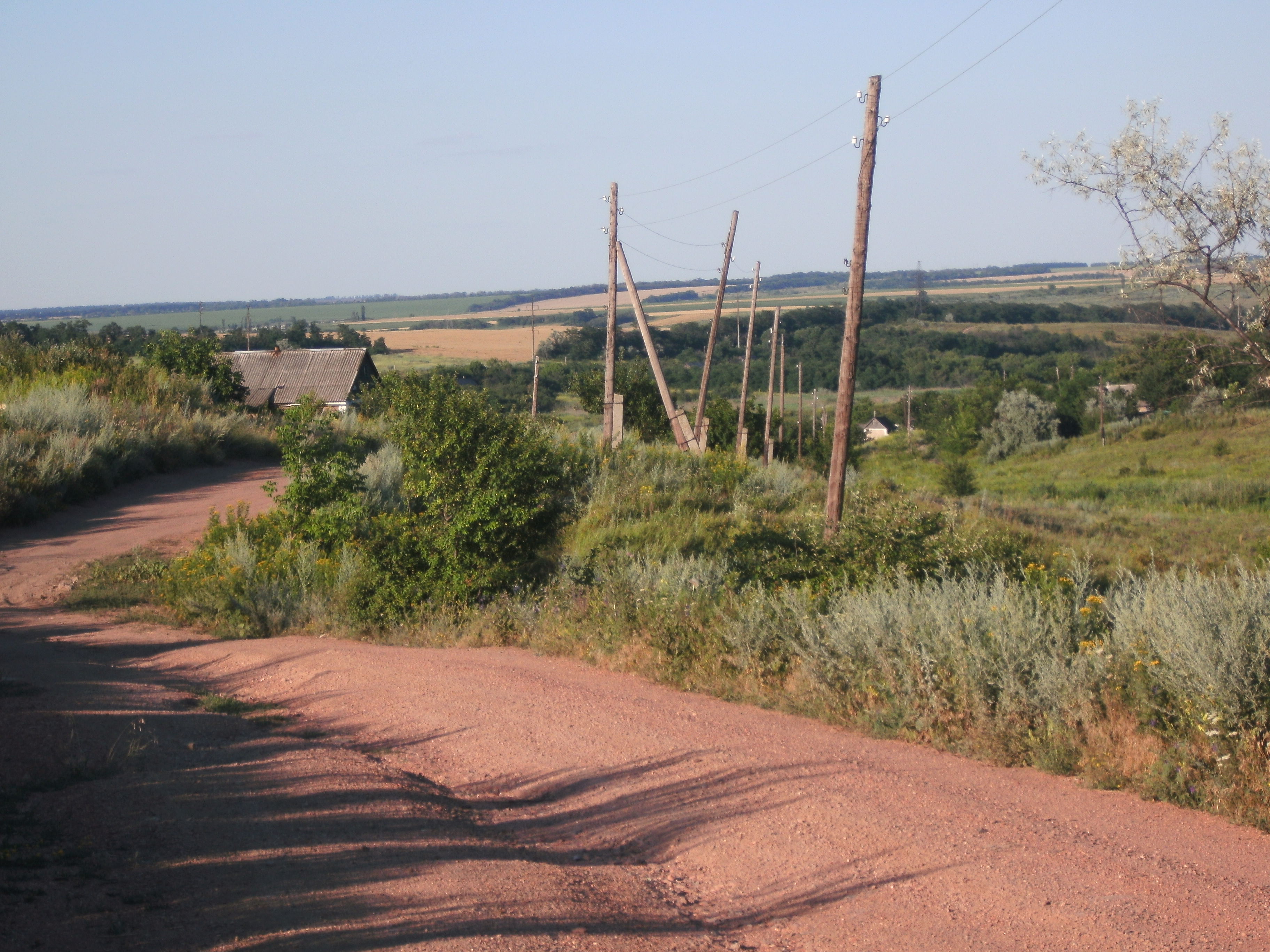
Липова балка в районі Федорівки Покровського району

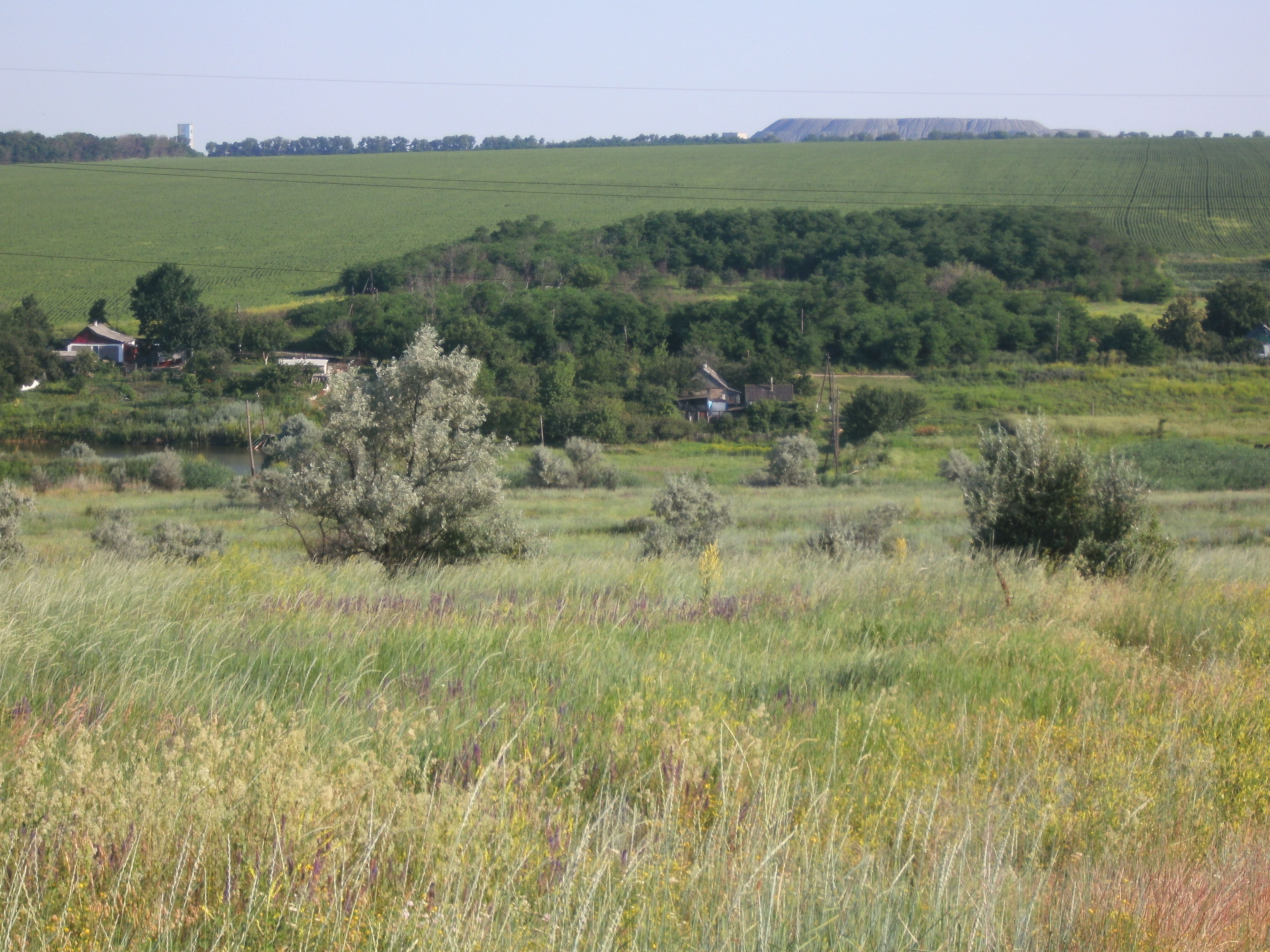
Липова балка в районі Федорівки Покровського району

Балка Липова - система балок басейну річки Казенний Торець загальною протяжністю 11,5 км на території Покровського району Донецької області. Струмки Липової балки є лівими притоками Казенного Торця. Липа уздовж балки у великій кількості не росте - балка традиційно засаджена акацією та лохом вузьколистим (маслинкою).
Села по Липовій балці: Сухецьке (правий схил, Покровський район), Суворове (лівий схил, Добропільський район), Федорівка (обидва схили, Покровський район). Ліквідовані населені пункти: Липова Балка (XIX сторіччя), Убєжище (XIX сторіччя, приєднане до Суворового), Нейдорф (ХХ сторіччя, виселений імовірно в Сухецьке), Зразковий (приєднаний до Луначарського, - сучасної Федорівки), Григоріївка (XIX сторіччя, виселки з села Григоріївка, сучасне Разіне).
Очисних споруд, а також великих збросів шахтних вод уздовж балки немає.
Штучні водойми: Сухецький ставок (біля села Сухецьке), Суворовський ставок (біла села Суворове), дрібні запруди в межах села Федорівка. Крупні ставки не пересихають за рахунок природних родників по схилах балки. Водотеча по Липовій балці влітку повністю не пересихає.
Від Сухецького ставку майже до гирла Липова балка є досить глибокою. Історична назва балки — Липовий буєрак. В районі Федорівки по балці виходять на поверхню породи кам'яновугільної формації. Тут в кустарний спосіб розробляли піщаник і кам'яне вугілля. Наявність останнього тут задокументована І.Бригонцовим у 1795 році, а виходи вугільних пластів на поверхню у вигляді "сажі" можна знайти й досі (2017 рік). Протягом першої половини — середини XIX століття тут було досконально досліджені інші породи кам'яновугільної формацією. Найбільш відомим видобувним підприємством в районі сучасної Федорівки був кам'яновугільний Григоріївський рудник (за назвою найближчого на початок ХХ століття населеного пункту від Липової балки - село Разіне) генерал-майора В.С.Токайшвілі (див.: Шахти Федорівки).